# Stenellipsis
Stenellipsis es un género de escarabajos longicornios de la tribu Acanthocinini.

## Especies
- Stenellipsis albomaculipennis Breuning, 1969
- Stenellipsis albosignata Breuning, 1938
- Stenellipsis albosignatipennis Breuning, 1963
- Stenellipsis albovittata Breuning, 1978
- Stenellipsis basicristata Breuning, 1948
- Stenellipsis bicolor (McKeown, 1945)
- Stenellipsis bifasciata (Aurivillius, 1917)
- Stenellipsis bimaculata (White, 1846)
- Stenellipsis bipustulata (Montrouzier, 1861)
- Stenellipsis caledonica (Fauvel, 1906)
- Stenellipsis casteli Lepesme & Breuning, 1953
- Stenellipsis clavata Sudre & al., 2021
- Stenellipsis cruciata Breuning, 1938
- Stenellipsis cuneata Sharp, 1886
- Stenellipsis flavolineata Breuning, 1938
- Stenellipsis frontehirsuta Breuning, 1978
- Stenellipsis fuscolateripennis Breuning, 1966
- Stenellipsis fuscomarmorata Breuning, 1975
- Stenellipsis geophila (Montrouzier, 1861)
- Stenellipsis goephanoides Breuning, 1963
- Stenellipsis goephanopsis Breuning, 1978
- Stenellipsis gracilis (White, 1846)
- Stenellipsis grata (Broun, 1880)
- Stenellipsis kaszabi Breuning, 1978
- Stenellipsis latipennis Bates, 1874
- Stenellipsis litterata (Fauvel, 1906)
- Stenellipsis longicollis Breuning & Heyrovsky, 1965
- Stenellipsis longula Breuning, 1940
- Stenellipsis lunigera (Fauvel, 1906)
- Stenellipsis lunulata Sudre & al., 2021
- Stenellipsis maculata (Montrouzier, 1861)
- Stenellipsis marmorata Breuning, 1954
- Stenellipsis meckei Mille & Sudre, 2010
- Stenellipsis millei Cazères & Sudre, 2010
- Stenellipsis murina (Fauvel, 1906)
- Stenellipsis obscurithorax Breuning, 1978
- Stenellipsis ochraceotincta (Fauvel, 1906)
- Stenellipsis ochreoapicalis Breuning, 1943
- Stenellipsis pantherina Breuning, 1959
- Stenellipsis paracasteli Breuning, 1978
- Stenellipsis parallela Breuning, 1940
- Stenellipsis parasericea Breuning, 1975
- Stenellipsis persimilis Breuning, 1940
- Stenellipsis rufomarmorata Breuning, 1978
- Stenellipsis sculpturata (Broun, 1915)
- Stenellipsis sericans Breuning, 1940
- Stenellipsis similis Breuning, 1975
- Stenellipsis spencei McKeown, 1942
- Stenellipsis strandi Breuning, 1940
- Stenellipsis subunicolor Breuning, 1978
- Stenellipsis unicolor Breuning, 1938
- Stenellipsis viridipes Breuning, 1940